# Alchemilla vallesiaca
Alchemilla vallesiaca är en rosväxtart som beskrevs av Werner Hugo Paul Rothmaler. Alchemilla vallesiaca ingår i släktet daggkåpor, och familjen rosväxter. Inga underarter finns listade i Catalogue of Life.